# Озёрное (Краснополянский сельский округ)
Озёрное (каз. Озерное) — село в Тайыншинском районе Северо-Казахстанской области Казахстана. Входит в состав Краснополянского сельского округа. Код КАТО — 596056500.

## Население
В 1999 году население села составляло 605 человек (303 мужчины и 302 женщины). По данным переписи 2009 года, в селе проживало 511 человек (243 мужчины и 268 женщин).

## Католический центр
Село Озёрное Тайыншинского района — важный центр католичества в Казахстане. Село основано в 1936 году поляками, сосланными в Казахстан с Волыни. Когда жителям угрожал голод, в окрестностях села внезапно забили родники, из которых образовалось полное рыбы озеро длиной 5-7 км. Это событие датируется днем Благовещения — 25 марта 1941 года и рассматривается как чудо. В 1954 году статус спецпоселенцев начал смягчаться, в 1956 г. жители Озёрного были полностью освобождены от ограничений. В это же время (1955 год) чудесное озеро высохло, но до сих пор видно русло, по которому в 1941 году прошел поток воды. 
В 1990 году в Озёрном был официально сформирован католический приход, в мае начато строительство храма. Приход и храм получили название в честь Богородицы Царицы Мира (пол. Matki Bożej Królowej Pokoju). Здание было освящено кардиналом Юзефом Глемпом 9 августа 1992 года, а освящение самого храма совершил епископ Ян Павел Ленга 27 июня 1993 года. Первым настоятелем (1990-1999) был о. Томаш Пэта, впоследствии — апостольский администратор и затем архиепископ-митрополит Архиепархии Пресвятой Девы Марии в городе Астана. К приходу также относится 12 молитвенных домов в радиусе до 60 км вокруг Озёрного. 
В 1997 году на месте, где располагалось чудесное озеро, установлена статуя Богородицы «с рыбами» на высоком столпе. В 1998 году поставлен крест на Волынской сопке — памятник всем жертвам репрессий в Казахстане. 
В 2006 году в Озёрное прибыли из Швейцарии монахи-бенедиктинцы. С 2007 года в Озёрном живут монахини-кармелитки из Ченстоховы; их затворнический монастырь освящен в 2013 году. В приходе работают сёстры из конгрегации служительниц Непорочного Зачатия Пресвятой Девы Марии (с 1994 года).
11 июля 2011 года приход в Озёрном был официально объявлен национальным святилищем Богородицы Царицы Мира, покровительницы Казахстана. Святилище — место массового паломничества католиков со всей страны. На протяжении многих лет в Озёрном проходят встречи католической молодежи Казахстана; 15-я встреча (летом 2013 года) была международной. 